# Coleford (Devon)
Coleford – osada w Anglii, w hrabstwie Devon, w dystrykcie North Devon.